# Anna Dereszowska
Anna Dereszowska (sinh ngày 7 tháng 1 năm 1981) là một diễn viên và ca sĩ người Ba Lan. Cô từng theo học tại Học viện nghệ thuật sân khấu quốc gia Aleksander Zelwerowicz ở Warsaw.

## Đĩa hát
- Już Nie Zapomnisz Mnie (2011)

## Thành tích nghệ thuật
- 2012: Siła wyższa trong vai Siostra Dorota
- 2011: Na dobre i na złe  trong vai Magda Soszyńska
- 2011: Miłość w sieci
- 2010: Sprawiedliwi trong vai Ina Paloma
- 2010: Klub szalonych dziewic trong vai Magda Mazurek
- 2010: Randka w ciemno trong vai Kinga
- 2009: Nowa trong vai Karina Sznajder
- 2009: Nigdy nie mów nigdy trong vai Ama Bilska
- 2009: M jak miłość trong vai Sandra Matuszewska
- 2009: Naznaczony trong vai Milena Kral
- 2009: Tylko miłość trong vai Karolina
- 2008: Hardcover trong vai Ewa
- 2008: Lejdis trong vai Korba
- 2007: Odwróceni trong vai Laura
- 2007: Tajemnica twierdzy szyfrów trong vai Anna Maria Solof
- 2007: Świadek koronny trong vai Laura
- 2007: Testosteron
- 2005: Tango z aniołem trong vai Wiktoria Adasiewicz
- 2003: Zróbmy sobie wnuka trong vai Basia
- 2002: Złotopolscy trong vai Kalina Fatalska

## Lồng tiếng Ba Lan
- 2017   Syberia 3 -Kate Walker
- 2011: Delfin Plum – "Oceania"
- 2011: LittleBigPlanet 2 – Eva

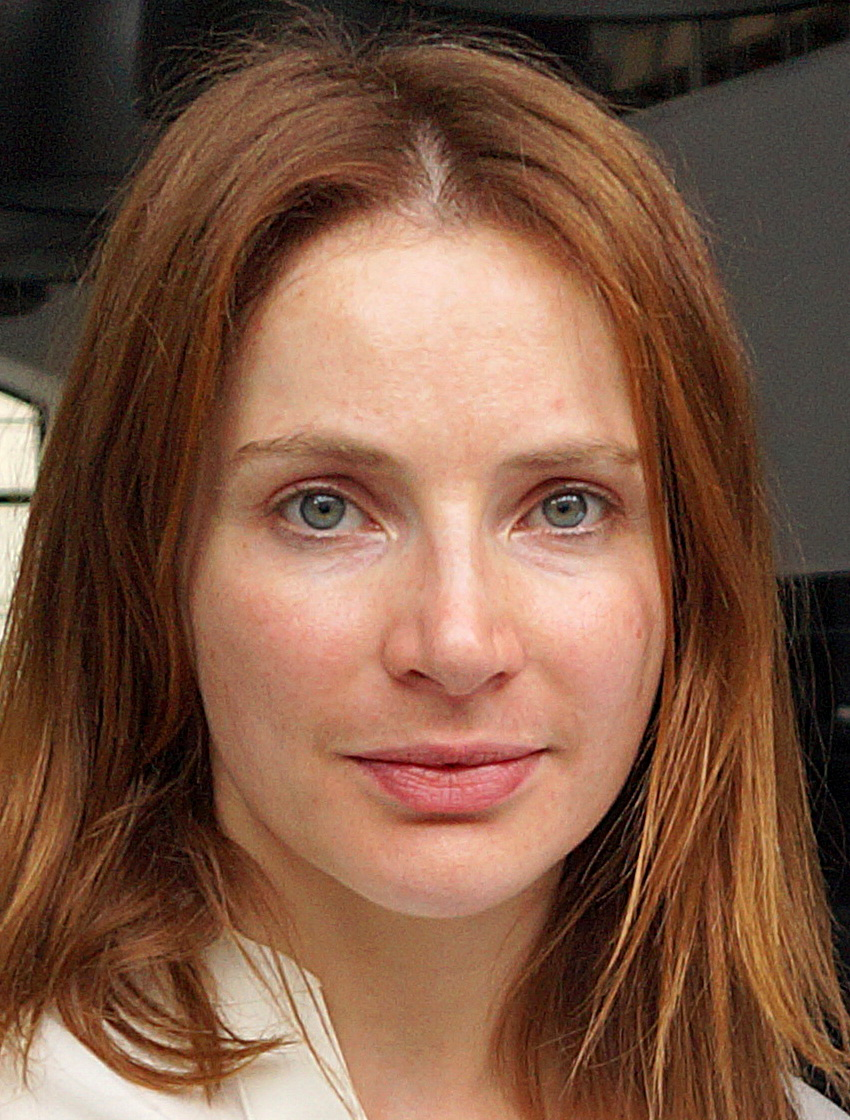
Anna Dereszowska (2018)

- 2011: Beverly Hills Chihuahua 2 (pol. Cziłała z Beverly Hills 2) – Rachel
- 2010: Camp Rock 2 – Connie Torres
- 2010: Cats & Dogs: The Revenge of Kitty Galore (pol. Psy i koty: Odwet Kitty) – Catherine
- 2010: Lilly the Witch: The Dragon and the Magic Book (pol. Czarodziejka Lili: Smok i magiczna księga) – Người mẹ
- 2010: I'm in the Band (pol. Ja w kapeli) – Beth
- 2010: Nanny McPhee and the Big Bang (pol. Niania i wielkie bum) – Cô Green
- 2010: Alice in Wonderland (Alicja w Krainie Czarów)
- 2009: The Flight Before Christmas (pol. Renifer Niko ratuje święta) – Wilma
- 2009: A Christmas Carol (pol. Opowieść wigilijna) – Belle
- 2009: The Courageous Heart of Irena Sendler (pol. Dzieci Ireny Sendlerowej) – Ewa
- 2008: The Garfield Show (pol. Garfield) – Liz
- 2008: Bedtime Stories (pol. Opowieści na dobranoc) − Jill
- 2008: The Suite Life on Deck (pol. Suite Life: Nie ma to jak statek) – Carey Martin
- 2008: Beverly Hills Chihuahua (pol. Cziłała z Beverly Hills) − Rachel
- 2008: Camp Rock − Connie Torres
- 2007: The Last Wish (book) (pol. Ostatnie życzenie)
- 2007: Enchanted (pol. Zaczarowana) − Nancy
- 2007: The Golden Compass (pol. Złoty kompas) − Serafina Pekkala
- 2007: Happily N'Ever After (pol. Happy Wkręt) − Chị gái
- 2005: The Chronicles of Narnia: The Lion, the Witch and the Wardrobe (pol. Opowieści z Narnii: Lew, Czarownica i stara szafa)
- 2005: The Suite Life of Zack & Cody (Nie ma to jak hotel) – Carey Martin
- 2005: American Dragon Jake Long (pol. Amerykański smok Jake Long) – Rose (season I)
- 2004-2006: Justice League Unlimited (pol. Liga Sprawiedliwych Bez Granic)
- 2012 The Avengers trong vai Maria Hill